# Шахта «Краснолуцька»
ДВАТ "Шахта «Краснолуцька». Входить до ДХК «Донбасантрацит». Знаходиться у м. Хрустальний Луганської області.
Стала до ладу у 1938 р. Відбудована у 1950 з проектною потужністю 600 тис.т вугілля на рік. Фактичний видобуток 1791/627 т/добу (1990/1999). У 2003 р видобуто 129,6 тис.т. Максимальна глибина 590 м (1990—1999).
Шахтне поле розкрите 2-а вертикальними стволами і 2-а вентиляційними свердловинами. Протяжність підземних виробок 84,0/77,5 км (1990/1999).
У 1990—1999 розробляла пласти антрациту kн
7, k4 потужністю 0,95 м, кут падіння 2-17о. Кількість очисних вибоїв 7/3/2, підготовчих 9/4/3 (1990/1999/2002).
Шахта ІІ категорії за метаном. Обладнання: струг СО-75.
Кількість працюючих: 2278/1600 осіб, в тому числі підземних 1670/943 осіб (1990/1999).
Адреса: 94502, м. Хрустальний, Луганської обл.